# Ельно (Гомельская область)
Ельно (бел. Ельна) — деревня в Ленинском сельсовете Житковичского района Гомельской области Белоруссии.
Кругом лес.

## География

### Расположение
В 38 км на северо-запад от Житковичей, 13 км от железнодорожной станции Микашевичи (на линии Лунинец — Калинковичи), 272 км от Гомеля.

## Транспортная сеть
Транспортные связи по просёлочной, затем автомобильной дороге Микашевичи — Слуцк. Деревянные крестьянские усадьбы вдоль просёлочной дороги.

## История
Согласно письменных источников известна с XVIII века как деревня в Ленинской волости Мозырского повета Минского воеводства Великого княжества Литовского. После 2-го раздела Речи Посполитой (1793 год) в составе Российской империи. В 1811 году во владении графа Чапского. В 1879 году упоминается как селение Ленинского церковного прихода.
Согласно Рижскому договору c 18 марта 1921 года в составе Польши. С сентября 1939 года в составе БССР. Во время Великой Отечественной войны немецкие оккупанты в феврале 1943 года полностью сожгли деревню и убили 112 жителей (похоронены в могиле жертв фашизма в центре деревни). 4 жителя погибли на фронте. Согласно переписи 1959 года в составе совхоза «Ленинский» (центр — деревня Ленин).

## Население

### Численность
- 2004 год — 21 хозяйство, 51 житель.

### Динамика
- 1811 год — 11 дворов.
- 1897 год — 87 жителей (согласно переписи).
- 1908 год — 12 дворов.
- 1940 год — 42 двора, 151 житель.
- 1959 год — 139 жителей (согласно переписи).
- 2004 год — 21 хозяйство, 51 житель.